# Srpska ćirilica
Srpska ćirilica (српска ћирилица) prilagodba je ćirilice za srpski jezik koju je 1818. uobličio srpski lingvist Vuk Karadžić. Predstavlja jedan od dva alfabeta koji se rabe za pisanje standardnog suvremenog srpskog, bošnjačkog i crnogorskog jezika; drugi alfabet koji se rabi je Gajeva latinica.
Karadžić je srpsku ćirilicu zasnovao na prethodnom slavenosrpskom pismu, uz poštovanje načela „piši kao što govoriš, čitaj kako je napisano”. Uklonio je zastarjela slova i slova koja predstavljaju jotirane samoglasnike i umjesto njih uveo slovo J iz latinice. Također je dodao nekoliko slova za suglasnike svojstvene srpskoj fonologiji. U istom su razdoblju hrvatski jezikoslovci predvođeni Ljudevitom Gajem po istom načelu prilagodili latinicu, koja se rabila u zapadnim južnoslavenskim područjima. Kao rezultat  zajedničkog napora ćirilica i latinica za srpskohrvatski jezik imaju potpunu podudarnost (jedan-na-jedan), a latinični digrafi Lj, Nj i Dž računaju se kao jedno slovo.
Vukova ćirilica službeno je usvojena u Srbiji 1868. i bila je u isključivoj upotrebi u zemlji do međuratnog razdoblja. Oba su pisma bila suslužbena u Kraljevini Jugoslaviji, a kasnije i u Socijalističkoj Federativnoj Republici Jugoslaviji. Zbog zajedničkog kulturnog područja Gajeva je latinica od tada postupno usvajana u Srbiji, a oba se pisma rabe pri pisanju u suvremenom standardnom srpskom, crnogorskom i bošnjačkom jeziku; hrvatski rabi samo latinicu. U Srbiji se ćirilica smatra tradicionalnijom i ima službeni status (u Ustavu je označena „službenim pismom”, u usporedbi s latinicom koja ima status „pisma u službenoj upotrebi” označenog aktom niže razine, za nacionalne manjine). Ćirilica je također, s latinicom, službeno pismo u Bosni i Hercegovini i Crnoj Gori.
Srpsku su ćirilicu Krste Misirkov i Venko Markovski upotrijebili kao osnovu za makedonsku ćirilicu.

## Službena upotreba
Ćirilica je u službenoj upotrebi u Srbiji, Crnoj Gori i Bosni i Hercegovini. Iako bošnjački jezik „službeno prihvaća oba pisma”, latinično se pismo gotovo uvijek rabi u Federaciji Bosne i Hercegovine, a ćirilično je u svakodnevnoj upotrebi u Republici Srpskoj. Srpski jezik u Hrvatskoj službeno je priznat kao manjinski jezik, no upotreba ćirilice u dvojezičnim natpisima izazvala je prosvjede i vandalizam.
Ćirilica je važan simbol srpskog identiteta. U Srbiji se službeni dokumenti štampaju samo ćirilicom, iako prema istraživanju iz 2014. 47% srpskog stanovništva piše latinicom, a 36% piše ćirilicom.

## Suvremeni alfabet
Sljedeća tablica popisuje velika i mala slova srpske ćirilice, s odgovarajućim oblicima srpske latinice i vrijednostima Međunarodne fonetske abecede (MFA) za svako slovo:
| Ćirilica | Latinica | MFA-ina vrijednost |
| -------- | -------- | ------------------ |
| А а      | A a      | /ä/                |
| Б б      | B b      | /b/                |
| В в      | V v      | /v/                |
| Г г      | G g      | /ɡ/                |
| Д д      | D d      | /d/                |
| Ђ ђ      | Đ đ      | /dʑ/               |
| Е е      | E e      | /e/                |
| Ж ж      | Ž ž      | /ʐ/                |
| З з      | Z z      | /z/                |
| И и      | I i      | /i/                |
| Ј ј      | J j      | /j/                |
| К к      | K k      | /k/                |
| Л л      | L l      | /l/                |
| Љ љ      | Lj lj    | /ʎ/                |
| М м      | M m      | /m/                |
| Н н      | N n      | /n/                |
| Њ њ      | Nj nj    | /ɲ/                |
| О о      | O o      | /ɔ/                |
| П п      | P p      | /p/                |
| Р р      | R r      | /ɾ/                |
| С с      | S s      | /s/                |
| Т т      | T t      | /t/                |
| Ћ ћ      | Ć ć      | /tɕ/               |
| У у      | U u      | /u/                |
| Ф ф      | F f      | /f/                |
| Х х      | H h      | /x/                |
| Ц ц      | C c      | /ts/               |
| Ч ч      | Č č      | /ʈʂ/               |
| Џ џ      | Dž dž    | /ɖʐ/               |
| Ш ш      | Š š      | /ʂ/                |

## Povijest
Prema tradiciji, glagoljicu su izmislili bizantski kršćanski misionari i braća Ćiril i Metod 860-ih, usred kristijanizacije Slavena. Čini se da je glagoljica starija, prije uvođenja kršćanstva, tek ju je Ćiril formalizirao i proširio kako bi obuhvatio negrčke zvukove. Ćirilicu su po nalogu Borisa I iz Bugarske stvorili Ćirilovi učenici, možda u Preslavovoj književnoj školi 890-ih.
Najraniji oblik ćirilice bio je ustav, zasnovan na grčkom uncijalnom pismu, povećan ligaturama i slovima iz glagoljice za suglasnike koji nisu pronađeni u grčkom. Nije bilo razlike između velikih i malih slova. Književni jezik temeljio se na slavenskom dijalektu u Solunu.
Srednjovjekovna srpska ćirilica vidi također: Srpski rukopisi Dio srpske književne baštine srednjeg vijeka su djela poput Miroslavljevog evanđelja, Vukanovih evanđelja, Nomokanona Svetog Save, Dušanovog zakonika, Minhenskog srpskog psaltira i drugih. Prva tiskana knjiga na srpskom jeziku bila je Cetinjski oktoehos (1494).

## Vukova reforma
Vuk Stefanović Karadžić pobjegao je iz Srbije za vrijeme srpske revolucije 1813. u Beč. Tamo je upoznao Jerneja Kopitara, jezikoslovca koji se zanimao za slavistiku. Kopitar i Sava Mrkalj pomogli su Vuku da reformira srpski jezik i njegov pravopis.
Azbuku je dovršio 1818. godine Srpskim rječnikom. Karadžić je reformirao srpski književni jezik i standardizirao srpsku ćirilicu slijedeći stroga fonemska načela po uzoru na Johann Christoph Adelung 'i češku abecedu Jana Husa. Karadžićeve reforme srpskog književnog jezika modernizirale su ga i udaljile od srpskog i ruskog crkvenoslavenskog, umjesto toga približivši ga zajedničkom narodnom govoru, posebno dijalektu Istočne Hercegovine kojim je govorio.
Karadžić je, zajedno s Đurom Daničićem, bio glavni srpski potpisnik Bečkog književnog sporazuma 1850. godine koji je, potaknut austrijskim vlastima, postavio temelje srpskom jeziku, čije različite oblike koriste Srbi u Srbiji, Crnoj Gori, Bosni i Hercegovini i Hrvatska danas. Karadžić je na srpski preveo i Novi zavjet koji je objavljen 1868. godine. Napisao je nekoliko knjiga; Mala prostonarodna slaveno-srpska pesnarica i Pismenica serbskoga jezika 1814. godine, te još dvije 1815. i 1818. godine, sve s azbukom koja je još uvijek u tijeku. U svojim pismima iz 1815. – 1818. koristio je: Ю, Â, Y i Ѳ. U svojoj knjizi pjesama iz 1815. godine ispustio je Ѣ.
Ćirilica je službeno usvojena 1868. godine, četiri godine nakon njegove smrti.

## Vanjske poveznice
- Omniglot – srpski, hrvatski i bošnjački